# لعل (نقاش)

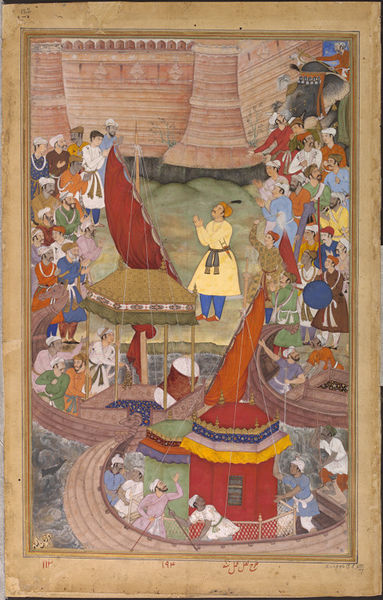
نقاشی اکبر در حال دعا پس از فتح بنگال در اکبرنامه که زیر کادر آن نوشته شده «طرح لعل و عمل ناند».

لعل نقاش هندی مینیاتورهای دوران گورکانیان بود. احتمالاً او یک مسلمان بود و نامش برگرفته از جواهر در عربی (لعل) یا رنگ قرمز در هندی (لال) است. او استاد پرکاری بود که بیش از ۱۱۰ اثر به او نسبت داده شده‌است. او در شکل‌گیری سبک به خصوص کارگاه‌های دوران اکبر شاه بسیار تأثیرگذار بود و ششمین نفر از ۱۷ نقاشی است که به ترتیب ارشدیت در آیین اکبری نامشان آمده‌است. لعل در حمزه‌نامه به‌طور متناوب در سال‌های ۱۵۶۲–۷۷ کار کرد و تا سال ۱۵۸۲ همراه با داسونت سرپرست کارگاه بود. او در رزم‌نامه هم طراح ارشد کارگاه بود و با مشارکت در رسم ۳۸ برگ این کتاب، نقش بزرگی داشت. ترکیبات درخشان او مانند راما و متحدین در حال عبور از لانکاو مناظر طبیعی گرایشش به آثار نگارگری ایرانی را قوی نشان می‌دهد. برای کشیدن معماری و پرتره‌ها وی با سبک اروپایی که کسو داس استفاده می‌کرد، آشنایی داشته ولی با این حال، علی‌رغم استفاده از سبک اروپایی در نگاره یک شهر دوردست برای کنایه از فضا، وی اساساً نسبت به اصول چشم‌نداز اروپایی چندان همدل نبود. او از این ترکیب در طراحی تیمورنامه و جامع التواریخ استفاده کرده‌است. اشکالی که برگرفته از سبک غرب آسیای میانه قرون وسطی است و از نمونه‌های اولیه ایرانی الهام گرفته‌اند در آثار او در اکبرنامه فراوان هستند و ترکیب‌بندی‌های جدیدش در کاخ‌ها درک درستی از واقعیت ندارند. تنها دو برگ وی در بابر نامه عدم تمایل به ترسیم پدیده‌های مشاهده‌شده و واقعیت‌نگاری را تأیید می‌کند. این همدلی با برداشت‌های تیموری و بعداً صفوی از ترکیب و نقاشی در برگ‌های اکبرنامه مشهود است. در نسخه‌های خطی ادبی نیز این مسئله دیده می‌شود؛ من‌جمله در خمسه نظامی، بهارستان جامی، گلستان سعدی و خمسه امیر خسرو دهلوی. اگرچه لعل در اکبرنامه از فرمول‌های ثابتی در آثارش استفاده کرده، نقاشی او در پرش سلطان بهادر به دریا هنگام احاطه شدن توسط کشتی‌های پرتغالی بدیع، دراماتیک و چشمگیر است. به نظر می‌رسد استعداد و تمایلات هنری او بیشتر متناسب با متون ادبی بود؛ کمااین‌که دارا و شبان در کلیات سعدی شاید یکی از بهترین کارهای او باشد.